# 黄鸿仁
黄鸿仁（1939年4月5日—），一译黄丰仁，又称OHD，印度尼西亚华裔收藏家。他是黄鸿仁博物馆的创始人和馆长，该博物馆是一家展示印度尼西亚现当代艺术的博物馆。
并于1964年取得了医学博士学位，后来他继承了家族的烟草事业，成为了当地针记烟草的专家和商业合伙人。黄鸿仁于20世纪60年代便开始了自己的收藏生涯。